# ولکان، آلبرتا
ولکان، آلبرتا (به انگلیسی: Vulcan, Alberta) یک منطقهٔ مسکونی در کانادا است که در آلبرتا واقع شده‌است. ولکان ۱٬۹۱۷ نفر جمعیت دارد و ۱٬۰۴۹ متر بالاتر از سطح دریا واقع شده‌است.